# Valdemir do Carmo Porfírio
Valdemir do Carmo Porfírio (Osvaldo Cruz, 6 de abril de 1958) é um ex-futebolista brasileiro que atuava como lateral-esquerdo.

## Carreira
Valdemir foi revelado nas categorias de base do Marília.
Quando atuava pela Caldense, o jogador disputou o Sul-Americano e o Campeonato Mundial Sub-20 com a camisa da Seleção Brasileira, onde conquistou o 3° lugar.
Chegou ao Atlético-MG por empréstimo, na reta final do Campeonato Brasileiro de 1977, estreando na vitória por 3x0 sobre o Santos em 23 de outubro. Naquele campeonato, seria vice-campeão brasileiro. Ficou no clube até março de 1978, onde atuou em 17 jogos e não perdeu nenhuma partida em que esteve em campo com a camisa do Atlético.
Em 1978, chegou ao Santos, onde foi campeão paulista daquele ano. No clube, disputou a posição com Gilberto Sorriso.
Posteriormente, passou pelo Ceará e em clubes do interior de São Paulo, como XV de Piracicaba, União São João e Botafogo-SP.
Encerrou a carreira no Ubiratan-MS em 1991.